# Перье, Анна
Анна Перье (фр. Anne Perrier; 16 июня 1922, Лозанна — 16 января 2017, Саксон, Вале) — швейцарская поэтесса и переводчик, писала на французском языке.

## Биография
В юности колебалась в выборе между музыкой и поэзией, выбрала последнюю. Дебютировала как поэт в журнале «Lettres de Genève» (1943). Первую книгу стихов опубликовала в 1952 году. Переводила с португальского (Кристован Павиа и др.).
Муж — лозаннский издатель Жан Юттер (1921—2007), возглавлял известное издательство «Payot».
В возрасте 30 лет познакомилась с аббатом Шарлем Журне и приняла католичество.
В 2016 году при поддержке Швейцарского совета по культуре Pro Helvetia впервые на русском языке вышел биллинговый сборник «Книга Офелии».
В связи с её смертью швейцарская газета Le Temps посвятила ей статью «La poète vaudoise Anne Perrier rejoint l’éternel silence».

## Произведения

### Отдельные книги
- Selon la nuit (1952)
- Pour un vitrail (1955)
- Le voyage (1958)
- Le petit pré (1960)
- Le temps est mort (1967)
- Lettres perdues (1971)
- Conte d'été (1975, повесть)
- Le livre d’Ophélie/ Книга Офелии (1986)
- La voie nomade/ Кочевой путь (1986, переизд. 2000, итал. пер. 2005)
- Le joueur de flûte/ Флейтист (1994)
- Champ libre (1998)
- L’unique jardin/ Единственный сад (1999)

### Сводные издания
- Poésie 1960—1986, избранное (1988, переизд. 1993; предисловие Филиппа Жакоте)
- Oeuvre poétique 1952—1994 (1996)
- La voie nomade & autres poèmes: œuvre complète 1952—2007 (2008)

## Признание
Премия Рамбера (1971). Литературная премия кантона Во (1996). Большая национальная премия за поэзию (Франция, 2012, первой среди женщин). Стихи Анны Перье переведены на немецкий, итальянский, испанский, португальский языки.